# The Flowers of Romance (album)
Pour les articles homonymes, voir The Flowers of Romance.
Albums de Public Image Ltd.
Metal Box
(1979) This Is What You Want... This Is What You Get
(1984)
Singles
The Flowers of Romance est le troisième album studio de Public Image Ltd., sorti le 10 avril 1981 au Royaume-Uni chez Virgin Records.
Le titre de l'album est une référence à The Flowers of Romance, un groupe punk précurseur dont Keith Levene (ainsi que Sid Vicious) avait été membre. The Flowers of Romance est également le titre d'une des premières chansons des Sex Pistols.
L'auteur de la photographie de la pochette est le réalisateur de clips vidéo du groupe, Jeanette Lee.

## Présentation
L'album est largement centré sur la batterie et les percussions ; Levene l'a décrit comme « probablement (...) le moins commercial des albums livrés [à une maison de disques] ». Il est rejoint sur ce point par le magazine Trouser Press : « la musique est si sévère qu'elle mène à penser que The Flowers of Romance est l'un des albums les plus anticommerciaux jamais réalisés ; du moins dans un contexte 'pop' ».
Le batteur Martin Atkins a joué sur trois morceaux, Levene et Lydon jouant des percussions sur les autres pistes. Sur l'Under the House cependant, Levene et Atkins jouent des lignes de batteries duelles. Le son lourd et prééminent de la batterie est influencé par le troisième album de Peter Gabriel, sur lequel l'ingénieur du son Hugh Padgham avait mixé la batterie de Phil Collins. En retour, Collins fut si impressionné par le son de The Flowers of Romance qu'il embaucha l'ingénieur du son de l'album, Nick Launay, afin d'obtenir le même son dans ses propres enregistrements.
L'album est parsemé d'enregistrements sonores rappelant la musique concrète comme des cliquettements amplifiés de montres-bracelets, des bandes de piano jouées à l'envers ou un opéra joué à la télévision insérés dans le mixage. Le chanteur John Lydon, qui ne pratique pas régulièrement d'instrument, a néanmoins joué du violon à pavillon et du saxophone, et, selon un article de Rolling Stone sur l'album, utilisa des objets quelconque comme percussions, jouant même du banjo sur Phenagen.
Le jeu de guitare électrique innovant de Keith Levene fut poussé à des extrémités encore supérieures par l'utilisation de bandes jouées à l'envers, une distorsion aigüe et les drones et bouillonements de synthétiseurs. Plusieurs chansons, comme Four Enclosed Walls ou Phenagen, ont des sonorités orientales.
Le bassiste Jah Wobble avait quitté le groupe avant l'enregistrement de The Flowers of Romance ; ainsi, c'est Levene qui joue de la basse sur Track 8 et sur Banging the Door, les deux seules pistes incluant cet instrument.

## Sessions d'enregistrement
Les sessions d'enregistrement commencèrent à The Manor Studio à Shipton-on-Cherwell, durant environ deux semaines autour d'octobre 1980. Seule une chanson de l'album, Hymie's Him, était enregistrée à la fin de ces sessions.. Le groupe a également enregistré des versions burlesques de Twist and Shout et Johnny Remember Me, qui sont restées inédites. le batteur Martin Atkins, qui rendit visite au groupe vers la fin de ces sessions, a peut-être alors enregistré la piste de batterie de Home Is Where the Heart Is, la face B du single Flowers of Romance sorti l'année suivante. Home Is Where the Heart Is fut mixée à Townhouse Studios ; au cours des séances de mixage, le producteur Steve Lillywhite fut remplacé par Nick Launay, qui fut engagé pour coproduire l'album.
Le reste de l'album fut enregistré à Townhouse Studios à Londres, en deux semaines autour de fin octobre/début octobre 1980. Le batteur Martin Atkins fut engagé pour la durée des sessions et contribua également à l'écriture de certaines chansons ; il quitta le studio le 31 octobre pour jouer à New York avec son groupe Brian Brain le jour suivant. Il a également participé à l'enregistrement de deux chansons, Vampire et Woodnymphs, qui ne figurent pas sur l'album.
Une dernière session en studio fut nécessaire quelques semaines plus tard, vers décembre 1980 à Townhouse Studios, pour remixer le futur single Flowers of Romance et ajouter quelques overdubs.

## Singles
Un morceau de l'album, Flowers of Romance, est sortie en single en mars 1981, atteignant la 24e place dans les charts britanniques ; il s'agit d'un mixage différent de la version présente sur l'album.
La face B était une version instrumentale du morceau principal, et l'édition maxi 45 tours incluait également Home is Where the Heart Is, à l'origine joué lors de la tournée Metal Box, avec Atkins à la batterie et Levene de nouveau à la basse, aidé par des boucles sur bandes magnétiques.

## Titres
Chansons écrites par John Lydon et Keith Levene sauf * par Lydon, Levene et Martin Atkins
1. Four Enclosed Walls – 4:44 *
2. Track 8 – 3:15
3. Phenagen – 2:40
4. Flowers of Romance – 2:51
5. Under the House – 4:33 *
6. Hymie's Him – 3:18
7. Banging the Door – 4:49 *
8. Go Back – 3:46
9. Francis Massacre – 3:31
10. Flowers of Romance (Instrumental) (Bonus de la version CD, extrait du maxi single Flowers of Romance)
11. Home Is Where the Heart Is (Bonus de la version CD, extrait du single Flowers of Romance)
12. Another (Bonus de la version CD, extrait du single Memories)

## Personnel
- John Lydon – chant, violon à pavillon, saxophone, percussions
- Keith Levene – guitare, basse, synthétiseur, percussions
- Martin Atkins – batterie sur Four Enclosed Walls, Under the House, Banging the Door et (non crédité) sur Flowers of Romance